# Josef Uridil
Josef Uridil (n. 24 decembrie 1895, Viena - d. 20 mai 1962, Viena) a fost un fotbalist și antrenor austriac de fotbal, care a antrenat interimar un singur meci al echipei naționale de fotbal a României, pe 29 aprilie 1934, și anume partida cu Iugoslavia din preliminariile Campionatului Mondial de Fotbal din 1934, fiind primul antrenor străin din istoria echipei naționale. Austriacul avea și cetățenie română și lucra la Ripensia Timișoara.

## Biografie

### Cariera de club
Pepi Uridil, al treilea fiu al croitorului Kajetan Uridil, s-a născut în Ajunul Crăciunului 1895 în suburbia din Viena Ottakring. A început să joace fotbal la vârsta de opt ani pe străzile cartierului său împreună cu fratele său Franz. Pepi Uridil a jucat la numeroase cluburi în tinerețe, precum Sportklub Orion, Tasmania, Rekord și apoi Blue Star Vienne, înainte de a pleca la marele club SK Rapid Wien  în Hütteldorf.
În timpul Primului Război Mondial, el a primit porecla „Tancul”.
Pepi Uridil a jucat mai multe sezoane cu Rapid, iar în 1919, echipa sa a câștigat în finală cu 3-0 împotriva Wiener Sport-Club.
De-a lungul carierei sale, se spune că Uridil a marcat aproximativ 1000 de goluri.
A fost unul dintre principalii jucători în victoria campionatului din 1921 împotriva lui Wiener AC. Oamenii lui Dionys Schönecker pierdeau cu 1–5 la pauză, 3–5 cu 15 minute rămase și au terminat cu golurile lui Uridil pentru a câștiga cu 7–5.

### Viața personală
Uridil a fost și antreprenor. Și-a creat propria marcă de bere, „Uridil” și o marcă de zahăr, „Kracheln”. Celebrul scriitor vienez Hermann Leopoldi a scris o piesă muzicală numită „Heute spielt der Uridil” („Astăzi, Uridil joacă”) în 1922. Pepi Uridil a jucat o serie de roluri de film, cum ar fi  „Pflicht und Ehre.”  („Necesitate și onoare”) în 1924.

### Cariera internațională
La sfârșitul Primului Război Mondial, a devenit pentru prima dată internațional austriac. A jucat pentru echipa națională de fotbal a Austriei între 1919 și 1926 și a marcat opt goluri în opt meciuri.

### Cariera de antrenor
După retragerea sa din fotbal, Pepi Uridil a devenit manager al clubului Bratislava. 

#### Ripensia
S-a mutat apoi la Ripensia Timișoara și la echipa națională de fotbal a României pentru Cupa Mondială 1934 din Italia. Sosirea lui Uridil a fost sărbătorită cu entuziasm în România în aprilie 1934. și, în vârstă de aproape 40 de ani, chiar le-a îndeplinit dorința suporterilor de a juca din nou in fața lor. Uridil a marcat două goluri în victoria cu 5-1 împotriva Sighișoarei. Palmaresul de antrenor cu Timișoara a fost impresionant; clubul a câștigat două campionate și un titlu de cupă cu el. "Sfertul Ripensiei" a fost adus de el de la Rapid Viena unde a fost practicat de echipa cu succes, ultimul sfert de ora a văzut echipa întorcând miraculos scorul, unele victorii părând scoase ca din foc.

#### Naționala României
Echipa sa a fost învinsă în primul tur cu 1-2 de eventualii finaliști, Cehoslovacia.

#### Austria, Iugoslavia și Elveția
Mai târziu a antrenat echipa austriacă SC Helfort, apoi Beogradski SK în Iugoslavia în 1935. Apoi s-a mutat în Elveția pentru a antrena [[FC Biel] ] din 1936 până în 1937 și FC Lucerna până în 1938. A antrenat apoi partea germană Schwarz-Weiß Essen între 1938 și 1941 și VfL Altenbögge între 1941 și 1943.
După Al Doilea Război Mondial, a revenit la antrenorul lui Schwarz-Weiß Essen din 1949 până în 1951. La sfârșitul carierei, Uridil a revenit la să pregătească fostul său club, Rapid timp de un sezon din 1953 până în 1954 și s-a bucurat de o realizare supremă acolo cu titlul de campionat în 1953/54. În acel an, echipa austriacă a învins clubul londonez Arsenal Londra 6-1 pe 25 mai 1953.

## Palmares

### Jucător
- Bundesliga (Austria) (5): 1916, 1919, 1920, 1921, 1923
- Cupa Austriei (2): 1919, 1920
- Cel mai bun marcator din Bundesliga (Austria) (3): 1919, 1920 (neoficial), 1921
- 8 meciuri internaționale și 8 goluri pentru echipa națională de fotbal a Austriei din 1919 până în 1926.

### Antrenor
Ripensia Timișoara
- Cupa României (1): 1933-34

## Onoruri
- În 1991, Josef-Uridil-Gasse din Viena-Penzing (sectorul 14) a fost numit după el.

- În 1999, Pepi Uridil a fost votat în Echipa Secolului a Rapid Viena.